# Shannon McIntosh
Shannon McIntosh (Oklahoma, 1965) é uma produtora cinematográfica norte-americana, conhecida pela produção do filme Once Upon a Time in Hollywood (2019), de Quentin Tarantino.